# Xanthorhoe onnekotana
Xanthorhoe onnekotana är en fjärilsart som beskrevs av Felix Bryk 1942. Xanthorhoe onnekotana ingår i släktet Xanthorhoe och familjen mätare. Inga underarter finns listade i Catalogue of Life.